# 피에르 자네

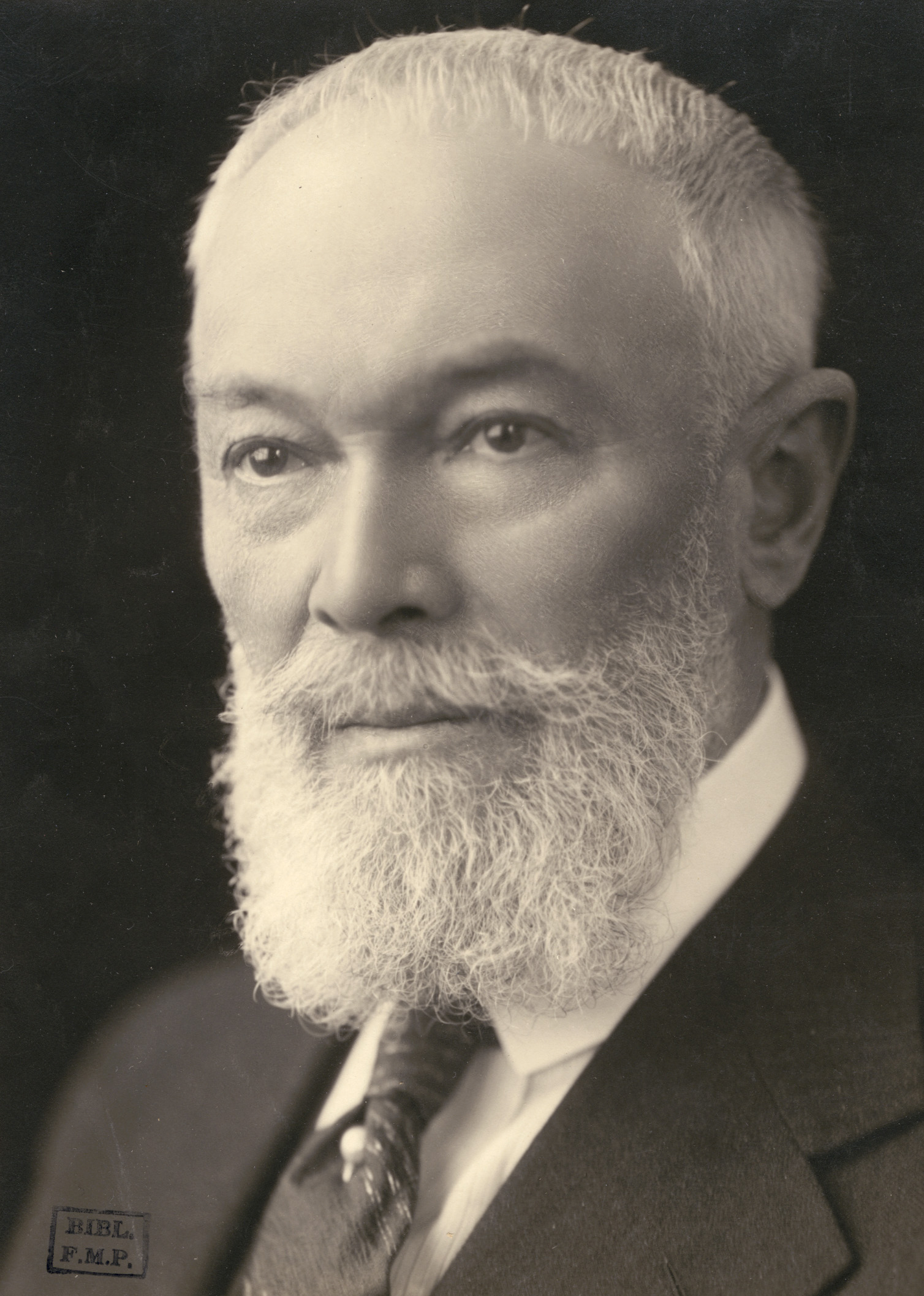

피에르 자네(Pierre Janet, 1859년 5월 31일 ~ 1947년 2월 24일)는 프랑스의 심리학자, 정신과 의사이다.

## 같이 보기
- 알프레드 비네
- 앙리 베르그손
- 장 피아제
- 조사이어 로이스